# Gundeberga
Gundeberga, död efter 653, var drottning av det Langobardiska riket 626-652 som gift med kung Arioald (kung 626-636) och kung Rothari (kung 636-652).
Hon var regent som förmyndare för sin son Rodoald 652-653. 